# Dřevohostice
Dřevohostice település Csehországban, Přerovi járásban. Dřevohostice Prusinovice, Turovice, Šišma, Nahošovice, Lipová, Radkova Lhota, Radkovy, Bezuchov és Hradčany településekkel határos. Lakosainak száma 1475 fő (2024. január 1.).

## Népesség
A település lakosságának változását az alábbi diagram mutatja:
| Lakosok száma | 1182 | 1282 | 1488 | 1518 | 1588 | 1568 | 1505 | 1497 | 1479 | 1475 |
|               | 1869 | 1890 | 1921 | 1950 | 1980 | 2001 | 2017 | 2019 | 2022 | 2024 |